# Grève des prisonniers-travailleurs du 9 septembre 2016 aux États-Unis

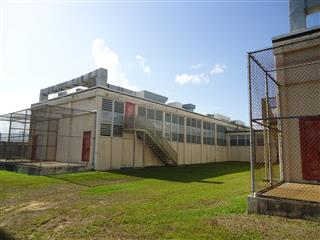
en Alabama, où les prisonniers ont participé à la grève

Une grève des prisonniers-travailleurs en résistance à l'esclavage, commence le 9 septembre 2016, aux États-Unis d'Amérique, pour le 45e anniversaire de la mutinerie de la prison d'Attica. Une partie des 2,4 millions de prisonniers-travailleurs du pays, incluant 40 prisons sur 27 États se révolte, ils sont payés quelques centimes de l'heure ou pas du tout. Les prisonniers-travailleurs se sont fédérés, pour se défendre, au syndicat aux revendications anarchistes nommé Industrial Workers of the World (IWW),,,.
D'après Paul Wright, spécialiste des travailleurs prisonniers, et rédacteur du journal Prison Legal News (en) (nouvelles de la législation en prison), parmi les sociétés exploitant ces prisonniers non rémunérés, il y a des sous-traitants de Victoria's Secret, Starbucks, les voitures de sport Shelby Cobra, la construction des Game Boy de Nintendo, les souris de Microsoft ou encore les vêtements d'Eddie Bauer

## L'esclavagisme en question

### État actuel et revendications
Quelques États des États-Unis garantissent une paie minimum pour les prisonniers-travailleurs, mais des États tels que la Géorgie ou le Texas, ont un seuil bas de zéro.
Le 13e amendement de la constitution des États-Unis interdit l'esclavage et la servitude non bénévole, « Excepté comme une punition pour un crime où la partie a été dûment jugée » (« except as punishment for crime whereof the party shall have been duly convicted. »).
Les prisonniers eux-mêmes comparent leurs conditions de travail à celle des esclaves,,
Certains prisonniers prévoient de faire uniquement la grève du travail, d'autre également la grève de la faim pour protester contre leur condition d'esclaves.
Le 10 septembre, une manifestation réunissant 300 personnes a lieu à Oakland, dans la Région de la baie de San Francisco, en Californie en soutien aux prisonniers, en scandant, « Abolish Amerikkkan Plantations » (abolition des plantations amérikkkaines), en référence au Ku Klux Klan.

### Cas de peine de prison sans jugement équitable
Dans le Scandale de Kids for cash, qui éclate en février 2009, dans le comté de Luzerne, au nord-est de la Pennsylvanie, deux juges, Mark A. Ciavarella Jr. (en) et Michael T. Conahan (en), ont gagné 2,6 millions de dollars US de rétrocommission, en échange de l'envoi systématique, sans analyser les cas, de mineurs, dans les prisons gérées par les sociétés PA Child Care (en) et Western PA Child Care (en). Plus de 70 enfants et leurs familles ont porté plainte, et les deux juges se sont déclarés coupables. Les sociétés privées sont payées par l'État pour gérer les prisons, l'État paye en fonction du nombre de prisonniers. Les jugements duraient deux minutes, et leur peine était déterminée à l'avance en fonction du nombre de places à remplir dans les prisons. Les deux juges sont accusés de conspiration pour fraude.
Le président des États-Unis d'Amérique, Joe Biden à commué la peine de Michael T. Conahan les dernières semaines de son mandat, en décembre 2024.

### Histoire de l'esclavage des prisonniers aux États-Unis
Le treizième amendement de la Constitution des États-Unis, adopté par le congrès le 6 décembre 1865, abolit l'esclavage et la servitude involontaire, sauf en cas de punition pour un crime :
« Section 1. Neither slavery nor involuntary servitude, except as a punishment for crime where of the party shall have been duly convicted, shall exist within the United States, or any place subject to their jurisdiction. »
Dans les années 1870 des propriétaires de sociétés exploitant le travail de prisonniers sont rapidement devenus millionnaires et se sont fait construire des villas à Jefferson City, capitale de l'État du Missouri, en exploitant le travail des prisonniers, dans le domaine de la confection des bottes, chaussures et selle d'équitation. Les populations des villes où ces pratiques avaient lieu, voyaient cela comme une concurrence de main d'œuvre déloyale et s'opposaient à ces pratiques. Durant la même période, au Nevada, la Nevada State Prison (NSP), fait également travailler les prisonniers dans les chaussures, ce qui rapporte à l'État 28 075 dollars en un an. Le gouverneur Tasker Oddie, favorable à l'automobile décide de leur faire construire un réseau routier. Ils construisent entre 1911 et 1913 le réseau routier du nord du Nevada.